# Glossosoma traviatum
Glossosoma traviatum là một loài Trichoptera trong họ Glossosomatidae. Chúng phân bố ở miền Tân bắc.